# Limenitis leucas
Limenitis leucas är en fjärilsart som beskrevs av Hans Fruhstorfer 1915. Limenitis leucas ingår i släktet Limenitis och familjen praktfjärilar. Inga underarter finns listade i Catalogue of Life.